# Budim Berisha
Budim Berisha, född 6 juni 1943 i Prizren i Kosovo, död 8 maj 2013 i Kosovo, var en albansk konstnär. Utexaminerades vid Akademin för figurativ konst i Belgrad. Han har deltagit i flera nationella och internationella utställningar. I sina verk vacklar han i sin förkärlek mellan skönhet och fulhet i vilka bådadera han ser estetiskt värde i. Budim Berisha var verksam som konstlärare i Rahovec i Kosovo.